# Fissicepheus chinensis
Fissicepheus chinensis är en kvalsterart som beskrevs av Wen 1993. Fissicepheus chinensis ingår i släktet Fissicepheus och familjen Tetracondylidae. Inga underarter finns listade i Catalogue of Life.